# Sux!
I Sux! sono stati un gruppo musicale alternative rock italiano fondato a Milano nel 1996 guidato da Giorgio Ciccarelli. Sono considerati dalla critica tra i più originali gruppi rock italiani di inizio millennio.

## Storia
Si sono formati nel 1996 dall'iniziativa del chitarrista milanese Giorgio Ciccarelli reduce da esperienze precedenti con i Sundonwer e gli Echidna con cui aveva pubblicato un album. Il debutto avvenne con un brano incluso nella raccolta Operazione musica 95/96 patrocinata dal comune di Milano.
L'album di debutto, Contatto cuore-stomaco, fu prodotto da Fabio Magistrali e pubblicato nel 1998.
Dal 1999 Ciccarelli ha prestato la propria opera come chitarrista e tastierista nei concerti degli Afterhours entrandone poi a farne parte stabilmente.
Il gruppo ritorna in studio di registrazione nel 2001 per i brani del secondo album Di fronte al civico 13 con maggiormente influenzato dallo stoner rock rispetto all'esordio. Nel terzo album, Lucido, si fa più sentire il pop meno commerciale.
Nel 2004 hanno vinto il premio Videoclipped the Radio Stars con il video del brano Questo istante.
Anche nel quarto ed ultimo lavoro del gruppo Dentro la città, edito nel 2005 i riff chitarristici sono ammorbiditi da una maggiore ricerca per la melodia ed una migliore cura dei suoni e dei testi.

## Formazione
- Giorgio Ciccarelli (voce, chitarra)
- Davide Colombo (chitarra)
- Piero Bruni (basso)
- Christian Born (batteria)

## Discografia

### Album
- 1998 - Contatto cuore-stomaco - (Lilium)
- 2001 - Di fronte al civico 13 - (Santeria)
- 2003 - Lucido - (Santeria)
- 2005 - Dentro la città - (Bagana/V2)